# Montjoire
Montjoire település Franciaországban, Haute-Garonne megyében. Lakosainak száma 1262 fő (2022. január 1.). Montjoire La Magdelaine-sur-Tarn, Bazus, Bessières, Paulhac, Vacquiers és Villariès községekkel határos.

## Népesség
A település népességének változása:
| Lakosok száma | 530  | 843  | 918  | 1124 | 1284 | 1298 | 1274 | 1304 | 1299 | 1262 |
|               | 1968 | 1982 | 1990 | 2006 | 2013 | 2015 | 2017 | 2019 | 2020 | 2022 |